# دانیل یوروپائوس
دانیل یوروپائوس (انگلیسی: Daniel Europaeus; ۱ دسامبر ۱۸۲۰ – ۱۵ مهٔ ۱۸۸۴) زبان‌شناس اهل امپراتوری روسیه بود.